# 대니 팬텀

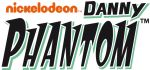

대니 팬텀(Danny Phantom)은 러프 드래프트 코리아, 예손 엔터테인먼트, 미국의 니켈로디언이 기획한 애니메이션 시리즈이다. 대한민국에서는 닉 코리아에서 방영하였다가 KBS 키즈에서 재방영되었다.